# Credo (gioco da tavolo)
Credo  è un gioco da tavolo con un'ambientazione che riproduce l'atmosfera dei primi Concili del IV secolo, edito da Chaosium. È inedito in Italia ed è fuori produzione negli USA.

## Contenuto della confezione
- 358 carte
- 6 tabelloni
- 1 libretto di 8 pagine delle regole
- 1 libretto di 8 pagine di introduzione storica del gioco

## Svolgimento
In Credo ogni giocatore rappresenta una fazione  che cerca di prendere il controllo sui primi fedeli cristiani attraverso la formulazione dei dogmi religiosi.
Ogni giocatore ha delle carte che rappresentano la sua dottrina, i vescovi e le autorità secolari su cui può contare, gli eventi favorevoli o sfavorevoli che può invocare a suo favore o contro gli altri giocatori.
Il gioco si svolge completando il “Credo”, che è diviso in 10 articoli, inserendone uno ogni concilio.
per ognuno di essi vengono presentate varie enunciazioni a seconda della fazione scelta dal giocatore
Comunque, alla fine del decimo concilio, si avrà nuova versione del Credo tra le migliaia di quelle possibili.
Si può vincere realizzando diversi tipi di obiettivi.